# Pošip
A Pošip (magyarul: posip) Horvátországban termelt minőségi fehérbor.
Horvátország legismertebb és legnagyobb bortermelő vidékéről, a dalmáciai Korcula-Peljesac régióból, Korcula szigetéről származik. A Cara (e: Csara) városkában található PZ Posip pincészet és a Smokvica-i PZ Smokvica állítja elő.
Alapanyaga, a pošip szőlőfajta, amit a települések környékén található magas síkságon, a Smokvicko-Carsko polje területen termelnek és a jobb minőség érdekében hagyománzosan kézzel szüretelnek. A legjobb minőségű Pošip borban 50% pošip, 40% rukatac és 10% bratkovina szőlő van.
Testes, kerek, intenzív, száraz fehérbor. Színe arany, illata és íze gyümölcsös. Alkoholtartalma 12% V/V (Cara) vagy 12,5% (Smokvica). 10-12 °C-on ajánlott fogyasztani.
A bor 1967 óta népszerű, felszolgálják szinte minden horvát állami és diplomáciai rendezvényen.